# Johan Albert Otto Kuhr
Johan Albert Otto Kuhr, född 20 december 1807, död 27 september 1853 i Danviks hospital och Sicklaö församling, Stockholms stad, var en svensk tenorbasunist vid Kungliga hovkapellet.

## Biografi
Johan Albert Otto Kuhr föddes 1807.. Han anställdes 1 juli 1836 som altbasunist vid Kungliga hovkapellet i Stockholm. Han gifte sig 17 december 1836 med Johanna Mathilda Qvarnström. Den 1 juli 1849 slutade han vid Hovkapellet. Kuhr avled 1853 på Hospitalet, Dårhuset i Stockholm.